# Amazonasi folyamidelfin-félék
Az amazonasi folyamidelfin-félék (Iniidae) az emlősök (Mammalia) osztályának párosujjú patások (Artiodactyla) rendjébe, ezen belül a cetek (Cetacea) alrendágába tartozó család.
A családba 2 recens faj tartozik.

## Rendszerezés
A családba az alábbi 1 élő nem és 6 fosszilis nem tartozik:
- †Goniodelphis Allen, 1941 - középső miocén; Florida, USA[1][2]
- †Hesperoinia
- Inia d'Orbigny, 1834 - típusnem[3][4][5][6]
- †Ischyrorhynchus
- †Isthminia Pyenson et al., 2015 - késő miocén; Panama[7][8]
- †Kwanzacetus
- †Saurocetes

## Fordítás
- Ez a szócikk részben vagy egészben  az   Iniidae című angol Wikipédia-szócikk ezen változatának fordításán alapul.  Az eredeti cikk szerkesztőit annak laptörténete sorolja fel. Ez a jelzés csupán a megfogalmazás eredetét és a szerzői jogokat jelzi, nem szolgál a cikkben szereplő információk forrásmegjelöléseként.
- Ez a szócikk részben vagy egészben  a   List_of_extinct_cetaceans#Suborder_Odontoceti című angol Wikipédia-szócikk ezen változatának fordításán alapul.  Az eredeti cikk szerkesztőit annak laptörténete sorolja fel. Ez a jelzés csupán a megfogalmazás eredetét és a szerzői jogokat jelzi, nem szolgál a cikkben szereplő információk forrásmegjelöléseként.